# Pojogi-Cerna
Pojogi-Cerna – wieś w Rumunii, w okręgu Vâlcea, w gminie Stroești. W 2011 roku liczyła 266 mieszkańców.